# Комаровка (Любашёвский район)
}
Комаровка (укр. Комарівка) — село, относится к Любашёвскому району Одесской области Украины.
Население по переписи 2001 года составляло 232 человека. Почтовый индекс — 66565. Телефонный код — 4864. Занимает площадь 2,416 км². Код КОАТУУ — 5123382903.

## Местный совет
66563, Одесская обл., Любашёвский р-н, с. Малая Василевка